# Azur printanier
Pour les articles homonymes, voir Azur.
Celastrina ladon
Espèce
L'Azur printanier (Celastrina ladon) est un insecte lépidoptère de la famille des Lycaenidae, de la sous-famille des Polyommatinae, du genre Celastrina.

## Dénominations
Celastrina ladon (Cramer, 1780)
Synonyme :Papilio ladon (Cramer, 1780), Argus pseudargiolus (Boisduval et Leconte, 1833)
Parfois considérée comme une sous-espèce de l'Azuré des nerpruns, sous le nom Celastrina argiolus ladon.

### Noms vernaculaires
L'Azur printanier se nomme en anglais Spring Azure.

### Sous-espèce
- Celastrina ladon ladon
- Celastrina ladon argentata (Fletcher, 1903)
- Celastrina ladon cinerea (Edwards, 1883) dans l'Arizona
- Celastrina ladon lucia ou Celastrina lucia (Kirby, 1837) le Boreal Spring Azure.
- Celastrina ladon nigrescens (Fletcher, 1903) le Western Spring Azure
- Celastrina ladon sidara (Clench, 1944) dans le Colorado[1]

## Description
L'Azur printanier est un petit papillon au dessus bleu avec chez la femelle une large bordure grise. La couleur bleue va du bleu pâle chez Celastrina ladon lucia au bleu violacé chez Celastrina ladon nigrescens
Le revers est gris pâle suffusé de bleu et orné de lignes de petits points noirs.

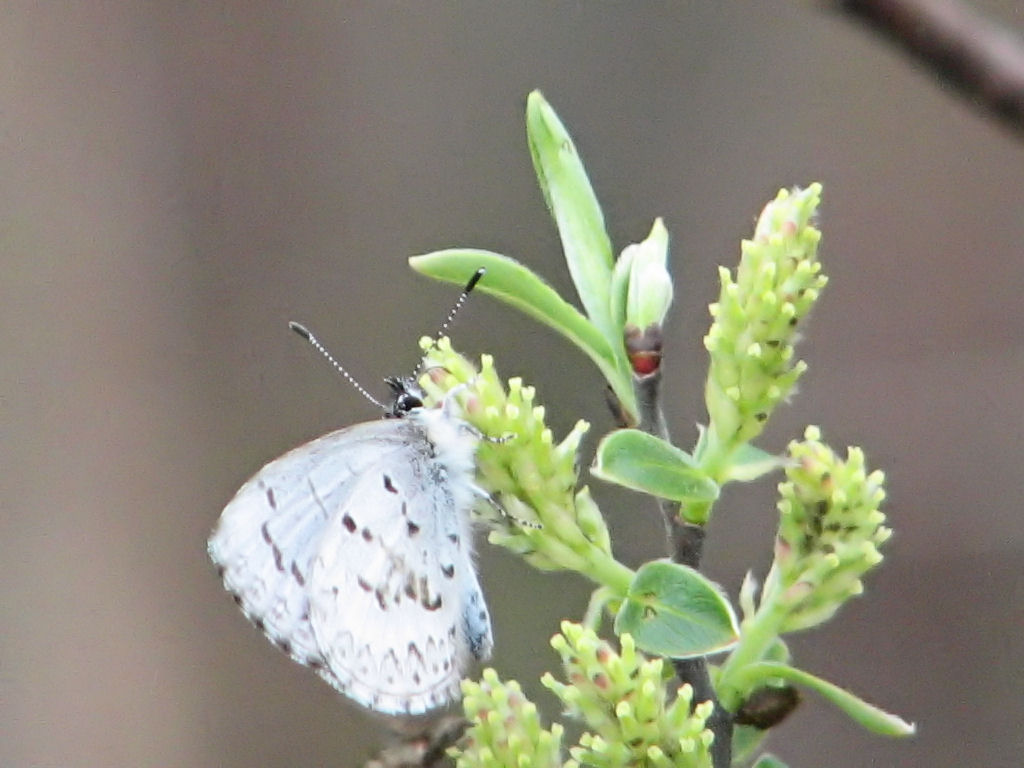
revers

## Biologie

### Période de vol et hivernation
Les chenilles, vertes, parfois brun jaunâtre ou brun rougeâtre, avec une bande plus foncée sur le milieu du dos, sont prises en charge par les fourmis.
Il hiverne au stade nymphal.

### Plantes hôtes
Très diverses.

## Écologie et distribution
L'Azur printanier est présent dans toute l'Amérique du Nord.

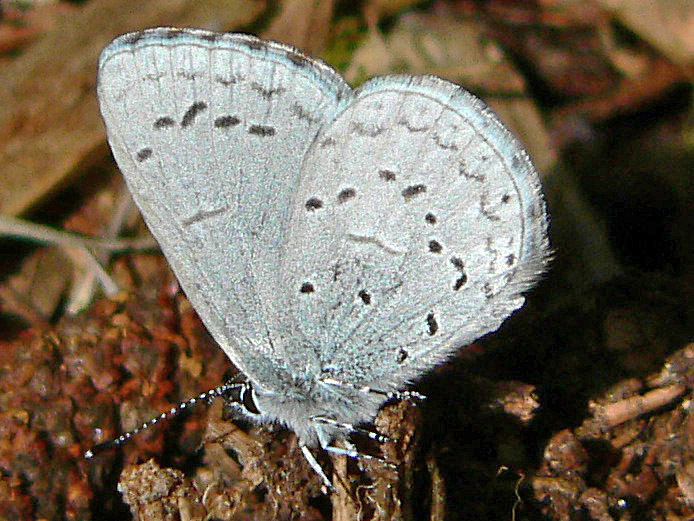
azuré printanier

### Biotope
Il affectionne les lisières des bois.

### Protection
Pas de statut de protection particulier.